# K-19: Submarinul ucigaș
K-19: Submarinul ucigaș (titlu original: K-19: The Widowmaker) este un film american istoric din 2002 produs și regizat de Kathryn Bigelow. Rolurile principale au fost interpretate de actorii Harrison Ford și Liam Neeson. Scenariul este scris de Christopher Kyle pe baza unei povestiri de Louis Nowra. Filmul este bazat pe evenimente reale și descrie accidentul nuclear de la 3/4 iulie 1961 al submarinului sovietic K-19  lansat în 1959, primul echipat cu rachete nucleare balistice. Incidentul K-19, considerat un eșec de către Uniunea Sovietică, a fost acoperit de secretul militar și a fost ascuns opiniei publice timp de treizeci de ani, până la căderea Zidului Berlinului în 1989.

## Prezentare
În 1961, Războiul Rece este în plină desfășurare: noul submarin sovietic K-19 a lansat un exercițiu pentru a arăta americanilor cât de puternic este armamentul nuclear al Uniunii Sovietice. Dar când submarinul ajunge lângă o bază NATO din Oceanul Atlantic, se produce un incident la reactorul nuclear al submarinului, incident care amenință să ducă la explozia submarinului K-19. Când o navă a Marinei SUA sosește în zonă, situația se precipită: consecințele accidentului și posibila explozie a K-19 într-o zonă atât de delicată ar putea exacerba tensiunile dintre superputeri și vor aduce lumea pe pragul de a începe al treilea război mondial. Numeroși membri ai echipajului sovietic își vor sacrifica viețile pentru a salva submarinul și pentru a evita un nou conflict mondial.

## Distribuție
- Harrison Ford - Captain 2nd Rank Alexei Vostrikov, Commanding Officer
- Liam Neeson - Captain 3rd Rank Mikhail "Misha" Polenin, Executive Officer
- Peter Sarsgaard - Lieutenant Vadim Radtchenko, Reactor Officer
- Joss Ackland - Marshal Zolentsov, Defense Minister
- John Shrapnel - Admiral Bratyeev
- Donald Sumpter - Captain 3rd Rank Gennadi Savran, Medical Officer
- Tim Woodward - Vice-Admiral Konstantin Partonov
- Steve Nicolson - Captain 3rd Rank Yuri Demichev, Torpedo Officer
- Ravil Isyanov - Captain 3rd Rank Igor Suslov, Political Officer
- Christian Camargo - Petty Officer Pavel Loktev, Senior Reactor Technician
- George Anton - Captain-Lieutenant Konstantin Poliansky, Missile Officer
- James Francis Ginty - Seaman Anatoly Subachev, Reactor Technician
- Lex Shrapnel - Captain-Lieutenant Mikhail Kornilov, Communications Officer
- Ingvar Eggert Sigurðsson - Captain 3rd Rank Viktor Gorelov, Chief Engineer
- Sam Spruell - Senior Seaman Dmitri Nevsky
- Sam Redford - Petty Officer 2nd Class Vasily Mishin
- Peter Stebbings - Kuryshev
- Shaun Benson - Chief Petty Officer Leonid Pashinski
- Kristen Holden-Ried - Captain-Lieutenant Anton Malahov
- Dmitry Chepovetsky - Sergei Maximov
- Tygh Runyan - Petty Officer 1st Class Maxim Portenko, Sonar Operator
- Jacob Pitts - Grigori
- Michael Gladis - Senior Seaman Yevgeny Borzenkov
- JJ Feild - Andrei Pritoola
- Peter Oldring - Vanya Belov
- Joshua Close - Viktor
- Jeremy Akerman - Fyodor Tsetkov, Captain of the S-270

## Producție
Cheltuielile de producție s-au ridicat la 90 milioane $.

## Lansare și primire
A avut încasări de 65,7 milioane $.